# WWE Tag Team Championship
WWE Tag Team Championship – światowy tytuł dywizji tag team profesjonalnego wrestlingu stworzony i promowany przez federację WWE, w brandzie SmackDown. Mistrzostwo jest bronione przez wrestlerów występujących w brandzie SmackDown i jest odpowiednikiem WWE Raw Tag Team Championship należącego do brandu Raw. Pasy mistrzowskie zostały zaprezentowane 23 sierpnia 2016 na odcinku tygodniówki SmackDown Live. Inauguracyjnymi mistrzami byli Heath Slater i Rhyno.

## Historia

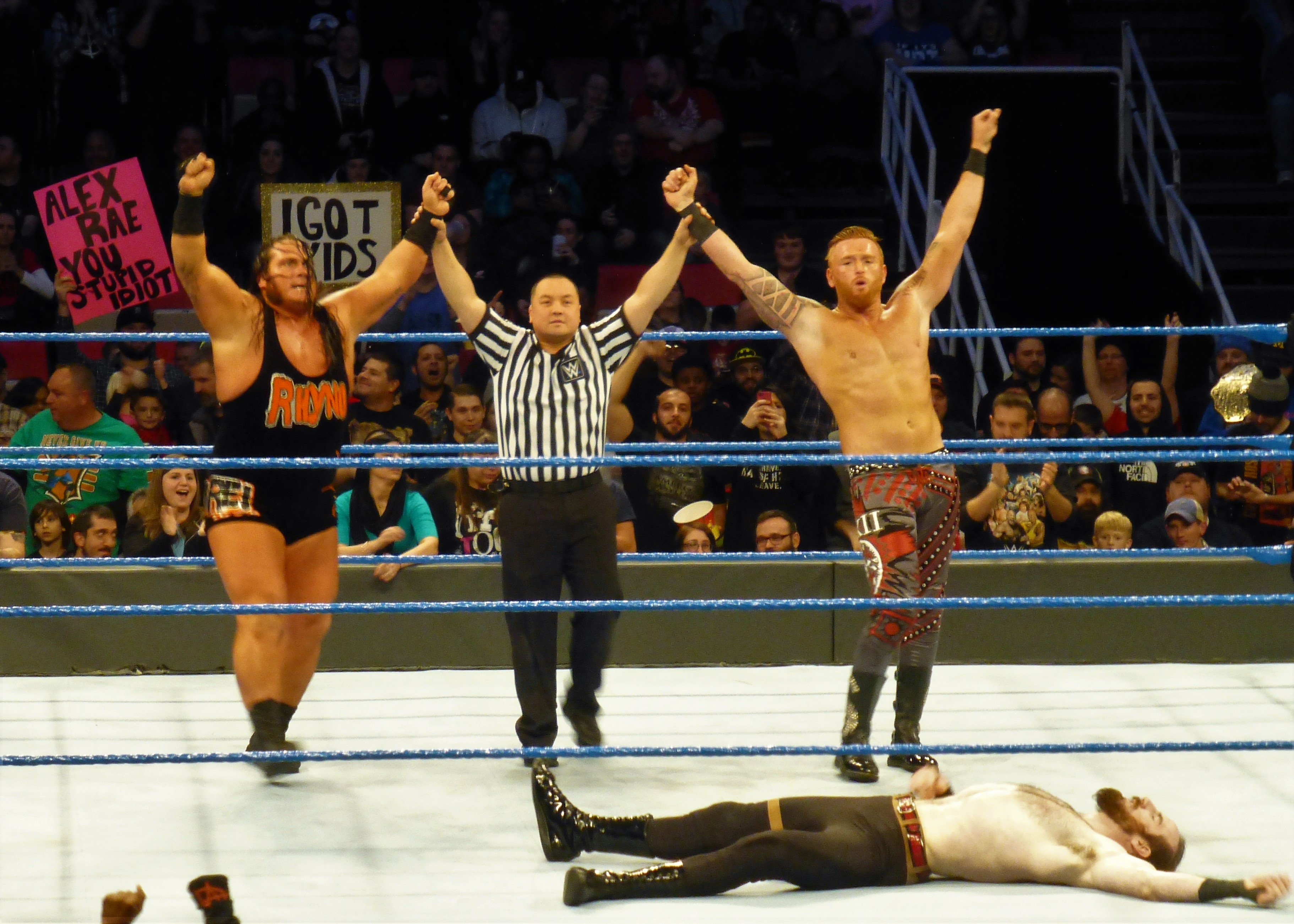
Inauguracyjni mistrzowie – Rhyno (po lewej) i Heath Slater (po prawej).

W związku w powrotem podziału WWE na brandy i zorganizowania draftu, posiadacze WWE Tag Team Championship The New Day zostali przypisani na wyłączność do rosteru Raw, pozostawiając brand SmackDown bez mistrzostw dywizji tag team. W sierpniu 2016, generalny menadżer SmackDown Daniel Bryan oznajmił iż planuje wprowadzić ekskluzywne tytuły dla swojego rosteru. Tuż po gali SummerSlam na pierwszym odcinku tygodniówki SmackDown, Bryan i komisarz SmackDown Shane McMahon przedstawili WWE SmackDown Tag Team Championship oraz ogłosili turniej wyłaniający pierwszych posiadaczy, gdzie finał odbył się na gali Backlash. Pierwszymi mistrzami stali się Heath Slater i Rhyno, którzy pokonali w finale The Usos.

### Turniej inauguracyjny
|  | Ćwierćfinały SmackDown (8/23, 8/30)             | Ćwierćfinały SmackDown (8/23, 8/30)             | Ćwierćfinały SmackDown (8/23, 8/30) |                      |                 | Półfinały SmackDown (9/6) | Półfinały SmackDown (9/6) | Półfinały SmackDown (9/6) |  |  | Finał Backlash (9/11) | Finał Backlash (9/11) | Finał Backlash (9/11) |  |
|  |                                                 |                                                 |                                     |                      |                 |                           |                           |                           |  |  |                       |                       |                       |  |
|  | American Alpha (Chad Gable i Jason Jordan)      | American Alpha (Chad Gable i Jason Jordan)      | Pin                                 |                      |                 |                           |                           |                           |  |  |                       |                       |                       |  |
|  | American Alpha (Chad Gable i Jason Jordan)      | American Alpha (Chad Gable i Jason Jordan)      | Pin                                 |                      |                 |                           |                           |                           |  |  |                       |                       |                       |  |
|  | Breezango (Fandango i Tyler Breeze)             | Breezango (Fandango i Tyler Breeze)             | 10:13                               |                      |                 |                           |                           |                           |  |  |                       |                       |                       |  |
|  | Breezango (Fandango i Tyler Breeze)             | Breezango (Fandango i Tyler Breeze)             | 10:13                               |                      | American Alpha† | American Alpha†           | Pin                       |                           |  |  |                       |                       |                       |  |
|  |                                                 |                                                 |                                     |                      | American Alpha† | American Alpha†           | Pin                       |                           |  |  |                       |                       |                       |  |
|  |                                                 |                                                 | The Usos                            | The Usos             | 0:28            |                           |                           |                           |  |  |                       |                       |                       |  |
|  | The Usos (Jey Uso i Jimmy Uso)                  | The Usos (Jey Uso i Jimmy Uso)                  | The Usos                            | The Usos             | 0:28            | Pin                       |                           |                           |  |  |                       |                       |                       |  |
|  | The Usos (Jey Uso i Jimmy Uso)                  | The Usos (Jey Uso i Jimmy Uso)                  |                                     |                      |                 |                           |                           |                           |  |  |                       |                       |                       |  |
|  | The Ascension (Konnor i Viktor)                 | The Ascension (Konnor i Viktor)                 | 3:49                                |                      |                 |                           |                           |                           |  |  |                       |                       |                       |  |
|  | The Ascension (Konnor i Viktor)                 | The Ascension (Konnor i Viktor)                 | 3:49                                |                      | The Usos        | The Usos                  | 10:02                     |                           |  |  |                       |                       |                       |  |
|  |                                                 |                                                 |                                     |                      |                 |                           |                           |                           |  |  |                       |                       |                       |  |
|  |                                                 |                                                 | Heath Slater i Rhyno                | Heath Slater i Rhyno | Pin             |                           |                           |                           |  |  |                       |                       |                       |  |
|  | The Hype Bros (Mojo Rawley i Zack Ryder)        | The Hype Bros (Mojo Rawley i Zack Ryder)        | Heath Slater i Rhyno                | Heath Slater i Rhyno | Pin             | Pin                       |                           |                           |  |  |                       |                       |                       |  |
|  | The Hype Bros (Mojo Rawley i Zack Ryder)        | The Hype Bros (Mojo Rawley i Zack Ryder)        |                                     |                      |                 |                           |                           |                           |  |  |                       |                       |                       |  |
|  | The Vaudevillains (Aiden English i Simon Gotch) | The Vaudevillains (Aiden English i Simon Gotch) | 2:50                                |                      |                 |                           |                           |                           |  |  |                       |                       |                       |  |
|  | The Vaudevillains (Aiden English i Simon Gotch) | The Vaudevillains (Aiden English i Simon Gotch) | 2:50                                |                      | The Hype Bros   | The Hype Bros             | 7:03                      |                           |  |  |                       |                       |                       |  |
|  |                                                 |                                                 |                                     |                      | The Hype Bros   | The Hype Bros             | 7:03                      |                           |  |  |                       |                       |                       |  |
|  |                                                 |                                                 | Heath Slater i Rhyno                | Heath Slater i Rhyno | Pin             |                           |                           |                           |  |  |                       |                       |                       |  |
|  | The Headbangers (Mosh i Thrasher)               | The Headbangers (Mosh i Thrasher)               | Heath Slater i Rhyno                | Heath Slater i Rhyno | Pin             | 2:54                      |                           |                           |  |  |                       |                       |                       |  |
|  | The Headbangers (Mosh i Thrasher)               | The Headbangers (Mosh i Thrasher)               |                                     |                      |                 |                           |                           |                           |  |  |                       |                       |                       |  |
|  | Heath Slater i Rhyno                            | Heath Slater i Rhyno                            | Pin                                 |                      |                 |                           |                           |                           |  |  |                       |                       |                       |  |

† Kiedy Chad Gable doznał kontuzji w fabule po pokonaniu The Usos, drużyna American Alpha została usunięta z finału. Następnie The Usos pokonali The Hype Bros na Backlash w tag team matchu drugiej szansy, zastępując American Alpha w finale.

## Wygląd tytułu
Kiedy pasy zostały wprowadzone, miały ten sam projekt fizyczny, co Raw Tag Team Championship, z tą różnicą, że skórzane paski były niebieskie w przeciwieństwie do oryginalnej czerni pierwszego, a płytki były srebrne w przeciwieństwie do oryginalnego brązu pierwszego. Projekt pasa Raw Tag Team Championship został zaktualizowany 19 grudnia 2016 roku, dodając srebrne płytki na czerwonych paskach, aby oba zestawy tytułów były bardziej do siebie dopasowane. Podczas gdy wszystkie inne pasy mistrzowskie WWE zostały zaktualizowane tak, aby zawierały konfigurowalne boczne tabliczki z logo mistrza, tytuły tag team Raw i SmackDown są jedynymi pasami mistrzowskimi w promocji, które nie mają tej funkcji.
W związku ze zmianą nazwy SmackDown Tag Team Championship na WWE Tag Team Championship w dniu 19 kwietnia 2024 roku, pasy również otrzymały nowy projekt. Zaktualizowany projekt przypomina pasy tytułowe oryginalnych mistrzostw World Tag Team Championship używanych w erze Attitude oraz poprzednich WWE Tag Team Championship używanych w erze Ruthless Aggression. W przeciwieństwie do innych pasów mistrzowskich WWE z epoki nowożytnej, które mają trzy płyty (płytę środkową i dwie boczne), WWE Tag Team Championship ma pięć złotych płyt na czarnym skórzanym pasku. Pośrodku środkowej płyty znajduje się kula ziemska z logo WWE. Nad globusem w górnej części płyty znajduje się korona, natomiast pod globusem znajdują się dwa czarne sztandary. Pierwszy czarny baner zawiera napis „TAG TEAM” napisany złotem, a poniższy, na którym widnieje napis „WRESTLING CHAMPIONS”, również napisany złotem. Po przeciwnych stronach globu znajdują się gryfy skierowane do wewnątrz. Pozostałą część płyty, która posiada ozdobną obwódkę, wypełnia filigran. Podobnie jak wszystkie pasy mistrzowskie WWE, dwie wewnętrzne płyty boczne mają zdejmowaną część środkową, którą można zastąpić logo panującego mistrza; domyślne tabliczki boczne mają logo WWE nad kulą ziemską. Dwie mniejsze zewnętrzne płyty boczne mają konstrukcję tarczy, na której walczy dwóch wrestlerów.

## Panowania
Na stan z 12 lipca 2025 było 37 panowań wśród 25 drużyn. Pierwszymi mistrzami zostali Heath Slater i Rhyno, którzy pokonali The Usos w finale turnieju na gali Backlash z 11 września 2016. The Usos posiadali tytuły rekordowe 622 dni, zaś ich pięć panowań trwało łącznie 1002 dni. Siódme panowanie New Day jest najkrótsze i trwało 3 dni. Najstarszym mistrzem stał się Shane McMahon w wieku 49 lat, a najmłodszym jest Dominik Mysterio, który zdobył mistrzostwo w wieku 24 lat.
Obecnymi mistrzami są The Wyatt Sicks (Dexter Lumis i Joe Gacy), którzy są w swoim drugim panowaniu. Pokonali poprzednich mistrzów The Street Profits (Angelo Dawkinsa i Monteza Forda) na odcinku SmackDown, 11 lipca 2025.